# 379. п. н. е.

## Догађаји
- Олинт поражен у Спартанско-халкидичком рату и приморан да, заједно са својим савезом, приступи Пелопонеском савезу.
- Отпочео Беотијски рат који је означио крај спартанске хегемоније.